# يولا راميريز
يولا راميريز (بالإسبانية: Yolanda Ramírez)‏ مواليد 1 مارس 1935 في المكسيك، هي لاعبة كرة مضرب مكسيكية سابقة. هي إحدى بطلات الجراند سلام. أعلى تصنيف لها في الفردي كان المركز الـ 6 في سنة 1961.

## النهائيات

### الفردي (الوصافة 2)
| الحصيلة | السنة | البطولة                  | المنافس في النهائي | النتيجة في النهائي |
| ------- | ----- | ------------------------ | ------------------ | ------------------ |
| الوصافة | 1960  | دورة رولان غاروس الدولية | دارلين هارد        | 3–6, 4–6           |
| الوصافة | 1961  | البطولة الفرنسية         | آن جونز            | 2–6, 1–6           |

### الزوجي (الألقاب 1, الوصافة 3)
| الحصيلة | السنة | البطولة                     | الشريك      | المنافس في النهائي            | النتيجة في النهائي |
| ------- | ----- | --------------------------- | ----------- | ----------------------------- | ------------------ |
| الوصافة | 1957  | دورة رولان غاروس الدولية    | روزي رييس   | شيرلي براشير دارلين هارد      | 5–7, 6–4, 5–7      |
| الفوز   | 1958  | دورة رولان غاروس الدولية    | روزي رييس   | ماري هوتون ثيلما كوين لونغ    | 6–4, 7–5           |
| الوصافة | 1959  | دورة رولان غاروس الدولية    | روزي رييس   | ساندرا رينولدز رينيه شومان    | 6–2, 0–6, 1–6      |
| الوصافة | 1961  | بطولة أمريكا المفتوحة للتنس | إيدا بادينج | دارلين هارد ليزلي تيرنر باوري | 4–6, 7–5, 0–6      |

### الزوجي المختلط (الألقاب 1)
| الحصيلة | السنة | البطولة                  | الشريك    | المنافس في النهائي   | النتيجة في النهائي |
| ------- | ----- | ------------------------ | --------- | -------------------- | ------------------ |
| الفوز   | 1959  | دورة رولان غاروس الدولية | بيلي نايت | رود ليفر رينيه شومان | 6–4, 6–4           |

## الخط الزمني للفردي
مفتاح
| ف | ن | ن.ن | ر.ن | د# | د.م | ل | أ.أ | ت | غ | ب | ف | ذ | م.خ | ل.ت |

(ف) فاز بالبطولة (ن) وصل النهائي (ن.ن) نصف النهائي (ر.ن) ربع النهائي (د#) الأدوار الأربعة الأولى (د.م) دور المجموعات (ل) شارك في كأس ديفيز (أ.أ) خرج من الأدوار الاولى (ت) خسر التصفيات التأهيلية (غ) غاب عن الحدث أو البطولة (ب) حصل على ميدالية برونزية (ف) حصل على ميدالية فضية (ذ) حصل على ميدالية ذهبية (م.خ) بطولة الماسترز خُفضت إلى مرتبة أقل (ل.ت) البطولة لم تعقد في السنة المعينة.
لتجنب الارتباك وازدواجية الحساب، يتم تحديث هذه المعلومات إما في نهاية البطولة، أو عندما تكون مشاركة اللاعب في البطولة قد انتهت.
| الدورة             | 1955  | 1956  | 1957  | 1958  | 1959  | 1960  | 1961  | 1962  | 1963  | إجمالي ف/م |
| ------------------ | ----- | ----- | ----- | ----- | ----- | ----- | ----- | ----- | ----- | ---------- |
| البطولة الأسترالية | غ     | غ     | غ     | غ     | غ     | غ     | غ     | ن.ن   | غ     | 0 / 1      |
| البطولة الفرنسية   | غ     | غ     | د3    | د4    | د4    | ن     | ن     | غ     | د2    | 0 / 6      |
| بطولة ويمبلدون     | غ     | غ     | د2    | د3    | ر.ن   | د3    | ر.ن   | غ     | د1    | 0 / 6      |
| البطولة الأمريكية  | د3    | د1    | غ     | غ     | غ     | غ     | ر.ن   | غ     | ر.ن   | 0 / 4      |
| م.ف                | 0 / 1 | 0 / 1 | 0 / 2 | 0 / 2 | 0 / 2 | 0 / 2 | 0 / 3 | 0 / 1 | 0 / 3 | 0 / 17     |

- إجمالي ف / م = إجمالي الفوز والمشاركة

## روابط خارجية
- يولا راميريز على موقع رابطة محترفات التنس (الإنجليزية)
- يولا راميريز على موقع الاتحاد الدولي لكرة المضرب (الإنجليزية)
- يولا راميريز على موقع كأس بيلي جين كينغ (الإنجليزية)
- يولا راميريز على موقع خلاصة التنس.كوم (الإنجليزية)